# Antidote (Band)
Antidote war eine finnische Thrash-Metal-Band aus Helsinki, die im Jahr 1986 gegründet wurde und sich etwa 1996 wieder trennte.

## Geschichte
Die Band wurde im Jahr 1986 gegründet. Zusammen entwickelten sie die ersten Lieder, woraus im Jahr 1990 das Demo Epoch of Insanity resultierte, dem 1991 Spaced Out folgte. 1992 folgte mit The Truth die Veröffentlichung ihres Debütalbums. Infolgedessen ging die Band mit Accuser und Headhunter zusammen auf Tour. Das zweite Album Total erschien 1994 und wurde von Timo Tolkki (Stratovarius) abgemischt. Im Jahr 1996 kam als neuer Bassist Titus Hjelm zur Band. Nachdem das Album Mind Alive 1996 veröffentlicht wurde, löste sich die Gruppe etwa im gleichen Zeitraum auf.
Später gründeten Laurenne und Hjelm mit Mitgliedern der Progressive-Metal-Band Tunnelvision die Band Thunderstone. Schlagzeuger Mikael „Arkki“ Arnkil (ex-Abhorrence) trat der Band Impaled Nazarene als Bassist bei. Im Jahr 2003 trat Tuomo Louhio ebenfalls dieser Band bei, für die Aufnahmen zum Album All That You Fear.

## Stil
Die Band spielte variablen Thrash Metal, wobei vor allem der Gesang und die E-Gitarre einen sehr rauen Klang hatten.

## Diskografie
- 1990: Epoch of Insanity (Demo, Eigenveröffentlichung)
- 1991: Spaced Out (Demo, Eigenveröffentlichung)
- 1992: The Truth (Album, Shark Records)
- 1994: Total (Album, Shark Records)
- 1996: Mind Alive (Album, Bluelight Records)